# Ben Kiernan
Benedict Francis Kiernan nació en 1953 en Melbourne, Australia. Es el Whitney Griswold como profesor de historia y del área de estudios internacionales y director del Programa de Estudios sobre Genocidios de la Universidad de Yale. Es un prolífico escritor sobre el Genocidio camboyano.

## Biografía
Siendo muy joven visitó Camboya, pero como muchos otros extranjeros, fue expulsado del país con el advenimiento de los Jemeres Rojos al poder en 1975. Aunque inicialmente dudó de la escalada del genocidio perpetrada en la Kampuchea Democrática, cambió su idea en 1978 después de entrevistar a cientos de refugiados de Camboya. Estudio el idioma jemer, llevó a cabo una extensa investigación en Camboya entre los refugiados en el exterior y ha escrito numerosas obras acerca del tema.
Desde 1980 Kiernan trabajó con Gregory Stanton con el fin de llevar a los Jemeres Rojos ante un tribunal internacional de justicia (ver Juicio a los Jemeres Rojos). Obtuvo el Ph.D de la Universidad de Universidad de Monash, Australia en 1983. Se unió al Departamento de Historia de la Universidad de Yale en 1990 y fundó el Programa sobre Genocidio camboyano de la misma universidad en el Centro Internacional de Estudios en 1998. Es autor de numerosas obras y artículos sobre el Sudeste Asiático y sobre el Genocidio camboyano.
En 1995 una corte de los Jemeres Rojos (ya una guerrilla) hizo un juicio in absentia a Kiernan por "acusar y aterrorizar a la resistencia patriótica camboyana".
Actualmente Kiernan dirige cursos de historia en el Sudeste Asiático sobre la Guerra de Vietnam y sobre los genocidios a través de la historia.